# Horizonte astronómico

Horizonte astronómico es el plano que pasa por el observador y es perpendicular a la vertical en cada punto de la superficie terrestre, la dirección de la plomada determina la vertical del lugar, cuya intersección con la esfera celeste son el de cenit y nadir.

Horizonte astronómico es el plano que pasa por el observador y es perpendicular a la vertical. La intersección de este plano con la esfera celeste es un círculo máximo que recibe el nombre de horizonte.
Ya que es tan grande la esfera celeste, es igual encontrarse sobre el centro de la Tierra que en su superficie. Por eso, en un lugar con el cielo despejado y con las  condiciones necesarias, sin montañas o edificios que bloqueen la visión, siempre se ve la mitad de la esfera celeste. Se llama horizonte astronómico al círculo que limita este hemisferio (la mitad de la esfera visible). Podemos verificar que el horizonte astronómico es el círculo cortado sobre la esfera celeste por el plano tangente a la Tierra. Y es como si este plano pasara por el centro de la Tierra, comparada con las distancias de las estrellas es exactamente lo mismo. Generalmente se llama horizonte a la línea que en campo abierto parece separar el cielo de la tierra, o del mar si nos encontramos junto a él.